# Левицкий, Анатоль
Анатоль Левицкий (пол. Anatol Lewicki; 4 апреля 1841, село Присовцы — 25 апреля 1899, г. Краков) — польский историк, педагог.

## Биография
Родился 4 апреля 1841 года в селе Присовцы. Сын греко-католического священника, золочевского декана Григория Левицкого.
В 1861 году окончил императорско-королевскую гимназию в Тернополе. В 1862—1866 годах учился во Львовском университете (основными учителями были Антоний Малецкий и Генрих Цайсберг).
С 23 марта 1867 до августа 1879 работал учителем ц.-к. гимназии в Перемышле. (в 1867—1879 годах жил в Перемышле). 8 июня 1879 года назначен учителем IV гимназии в Львове (преподавал историю, географию, номинирован в 1883 году). В 1879—1883 годах принадлежал к «Грозди исторической комиссии Академии знаний в Львове».
С 24 августа 1883 года — чрезвычайный, от 12 апреля 1887 — обычный профессор кафедры истории Австрии Краковского университета. В 1894/1895 учебном году — декан философского отдела этого вуза. В 1883—1899 годах — член исторической комиссии Академии знаний, в 1889—1899 — её секретарь. В 1888—1899 годах — член экзаменационной комиссии для кандидатов на должности учителей гимназий и реальных школ. 30 ноября 1889 избран членом-корреспондентом Академии знаний.
Ему поручили после начала политики «новой эры» написать для населения Галичины учебник по истории Польши для средних школ. Известный под названием «Очерк истории Польши и соединённых с нею русских краев» (1884) много раз переиздавался с дополнениями Ю. Фредберга (последний раз в 1945-м в Лондоне). Учебник не раз критиковали за недостатки в выяснении причинности событий: автор придерживался концепции истории Польши краковской исторической школы.
Умер 25 апреля 1899 года в Кракове. Похоронен 27 апреля на Раковицком кладбище в семейном склепе. Во время церемонии прощания с речью к собравшимся обратился, в частности, Станислав Смолька, который назвал покойного представителем исчезающего типа людей «gente Ruthenus natione Polonus».

### Семья
Жена — Анна Меклер (14.9.1855—9.9.1919), сын Анатоль (6.4.1881—11.10.1950), инженер, похоронены вместе с мужем и отцом в семейном склепе.

## Избранные публикации
- Wratysław II czeski królem polskim : ustęp z dziejów czeskopolskich, Przemyśl, 1876.
- Mieszko II [w:] Rozprawy Akademii Umiejętności Wydziału Filologiczno-Historycznego, t. V, 1876, s. 87-208.
- Obrazki z najdawniejszych dziejów Przemyśla, Przemyśl, 1880.
- Zarys historyi Polski i krajów ruskich z nią połączonych, 1884, (kilkanaście wydań m.in.: Kraków 1897, Warszawa 1920, Londyn 1947, Warszawa 1999) — popularny podręcznik historii Polski.
- Ze studyow archivalnych, Kraków, 1885.
- Wstąpienie na tron polski Kazimierza Jagiellońskiego, 1886.
- Ein Blick in die Politik König Sigmunds gegen Polen in Bezug auf die Hussitenkriege (seit dem Käsmarker Frieden), Wiedeń, 1886.
- Index actorum saeculi XV ad res publicas Poloniae spectantium quae quidem typis edita sunt, Kraków, 1888.
- Codex epistolaris saeculi decimi quinti 1382—1445, Kraków, 1891.
- Powstanie Świdrygiełły: ustęp z dziejów unii Litwy z Koroną, Kraków 1892.
- Nieco o Unii Litwy z Koroną, Kraków, 1893.
- Codex epistolaris saeculi decimi quinti 1392—1501.
- Przymierze Zygmunta W. Ks. Litewskiego z królem rzymskim Albrechtem II, Kraków, 1898.
- Dzieje narodu polskiego w zarysie, Warszawa, 1899.
- Unia Florencka w Polsce, Kraków, 1899.